# ほとんど宗教的な畏怖
「ほとんど宗教的な畏怖」（"An Almost Religious Awe"）は、アメリカ合衆国のテレビドラマ『ウォッチメン』の第1シーズン第7話であり、2019年12月1日にHBOで放送された。

## プロット
レディ・トリューはアンジェラからノスタルジアを取り除く治療を続ける。アンジェラはウィルのものと併せてベトナムでの自分の子供時代の記憶を体験し始める。目覚めるとアンジェラはウィルが居ると思われる鍵のかかった部屋に続く長いチューブと自分が繋がっていることに気付く。ビアンがアンジェラに奇妙な心理テストを行った後、トリューはビアンが死んだ彼女の母親のクローンであり、その記憶をビアン自身に植え付けていると説明する。
トリューが数時間後のミレニアム・クロックの起動の準備を始めると、アンジェラは鍵のかかった部屋に侵入し、彼女のチューブが気絶した象と繋がっていることを知る。彼女はチューブを切ってエレベーターで高層階に行き、Dr.マンハッタンのブースに記録されたメッセージを再生する球体装置を発見する。部屋に入ってきたトリューは自分がこれらを聴いたことを明かし、ドクター・マンハッタンは火星ではなく実は人間に変装してタルサにいると説明する。トリューはマンハッタンを捕獲して破壊して彼のような存在になるという機兵隊の計画を知っており、彼女がクロックを作動させることで人類が救われると主張する。
慌てたアンジェラは見張りを破って施設から抜け出す。自宅でカルはハンマーを探すアンジェラを目にする。アンジェラはカルを常に夫として愛していたが、今は彼を「ジョン」と呼び、問題を抱えていることを告げ、彼の頭部をハンマーで殴る。アンジェラはカルの頭部から小さなディスクを取り出し、彼の身体が青く輝くのを目にする。
ウェイドの自宅に向かったペティは彼を発見できなかったが、機兵隊の遺体が転がっていたことをローリーに伝える。ローリーはノスタルジア中毒下の譫言からジャッドと機兵隊のつながりを知り、その妻のジェーンのもとを訪ねる。ローリーはジェーンが機兵隊の協力者であることを知り、直後に監禁される。機兵隊の本拠地に連れて行かれたローリーはジョーから自分たちが神のようになるためにマンハッタンを連れてくる計画のための檻のような装置を見せられる。
屋敷でヴェイトはイカによる攻撃と多数のフィリップスとクルックシャンクスを虐殺した罪のために狩猟監督官によって365日の審理にかけられる。ヴェイトは弁明の機会を与えられるが、彼はそれに屁だけで応える。狩猟監督官はヴェイトと「対等」な存在である豚の群れを陪審員として部屋に入れ、彼の有罪を宣告する。

## 製作

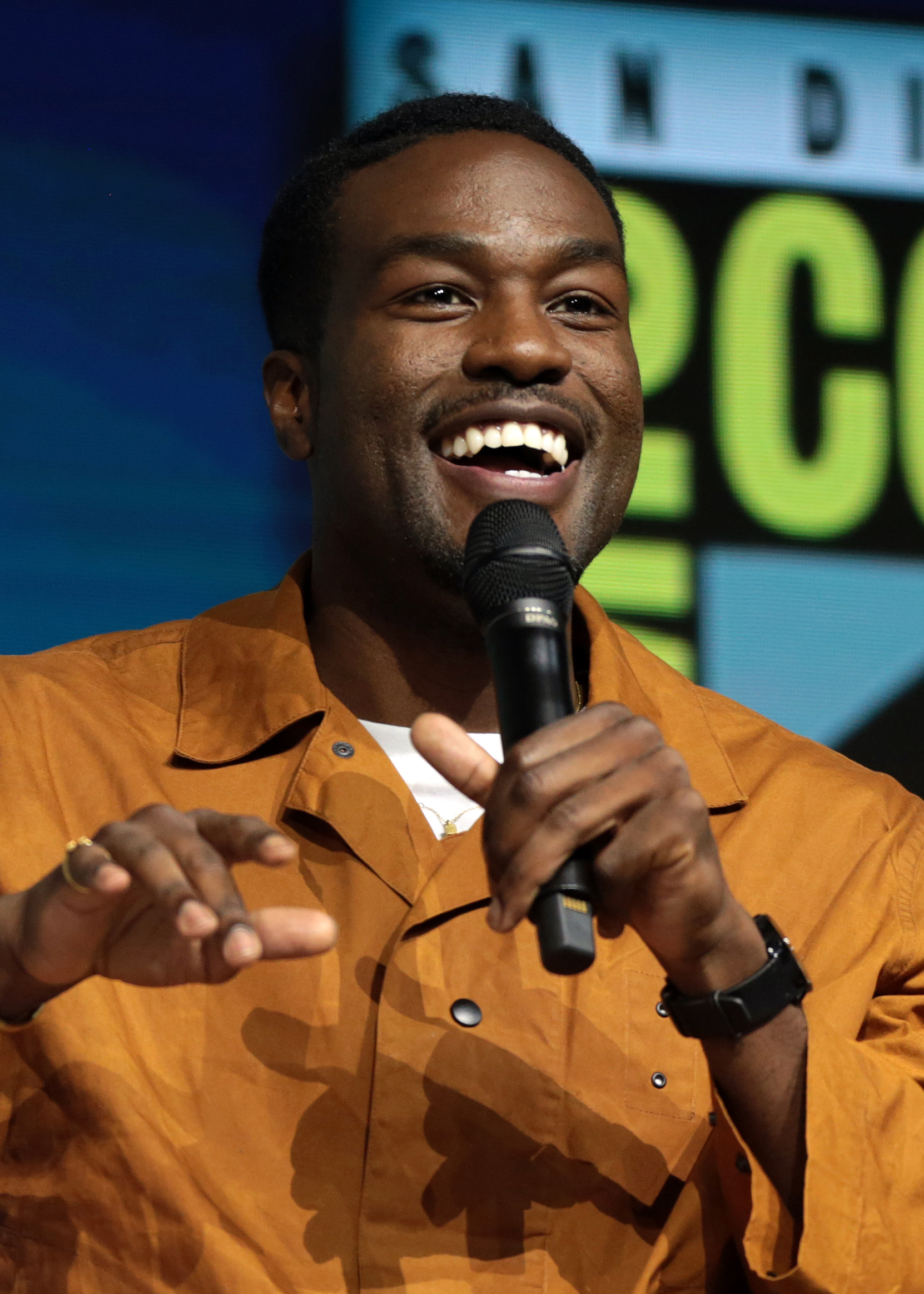
ヤーヤ・アブドゥル＝マティーン2世はカル役としてキャスティングされただけでなく、ドクター・マンハッタンをどのように演じるかについても考慮された。

「ほとんど宗教的な畏怖」ではアンジェラの夫のカル（演: ヤーヤ・アブドゥル＝マティーン2世）がドクター・マンハッタンの人間の姿であり、アンジェラはそれを既に知っていたことが明かされる。ショーランナーのデイモン・リンデロフによると、彼らはアンジェラを中心に番組を構想し、アンジェラの物語を進める手助けをするときに原作のキャラクターを再活用した。彼らがドクター・マンハッタンをどのように復帰させることができるかを考えた際、彼がアンジェラの人生の愛の側面として役に立ち、カルのキャラクターを作成できるとすぐに結論づけた。カルのキャスティングの際、ショーランナーはカルとマンハッタンの両方に必要な資質を探していたが、後者についてのオーディションは行わなかった。リンデロフは『ハンドメイズ・テイル/侍女の物語』のアブドゥル＝マティーンの演技に感銘を受け、自分のアイデンティティについて何かが「オフ」であると知っていたカルの役割を果たすことができると感じていた。さらにアブドゥル＝マティーンとアンジェラ役のレジーナ・キングの相性は良かった。アブドゥル＝マティーン自身はカルの役割が「有望な未来」を示唆しているに過ぎないと述べ、リンデロフと仕事をする機会を得るためにカル役を引き受けた。リンデロフは第2話と第3話の撮影の間にその二重の役割をアブドゥル＝マティーンに説明した。キング自身は第3話と第4話の台本を読み、カルの行動がどのようにリンデロフに脚本化されたのかを疑問視するまで知らされなかった。
テレビ批評家たちはマンハッタンが言いそうなことを模倣するカル自身の台詞やカルに対するローリーの感情など、このエピソード以前に張られていた伏線を指摘した。リンデロフは「彼女は宇宙ゴミに殺された」に登場したローリーのバイブレーターが補足資料のウェブサイト「Peteypedia」で明かされたように、その作成者のダニエル・ドレイバーグによって「Excalibur」（エクスカリバー）と名付けられたイースターエッグであると指し示した。この名称は「Ex-Cal Abar」（元カル・エイバー）というフレーズの捩りであり、この時点でのローリーとマンハッタンの関係が説明された。
このエピソードのタイトルは原作コミックにおけるマンハッタンの回想で、アメリカがベトナム戦争に勝利した際に降伏したベトナム兵の反応の説明から引用されている。

## 評価

### 批評家の反応
Rotten Tomatoesでは26件のレビューで支持率は92%、平均点は8.05/10となり、「前回ほど強力ではないかもしれないが、「ほとんど宗教的な畏怖」は『ウォッチメン』がひねりを加えて最終回に向かっている間、デイモン・リンデロフが視聴者の期待に挑戦することを恐れていないことを証明している」とまとめられた。

### 視聴率
初放送時の視聴者数は推定77万9000人である。